# Spodnja Vižinga
Spodnja Vižinga – wieś w Słowenii, w gminie Radlje ob Dravi. W 2018 roku liczyła 302 mieszkańców.